# بول كوسلو
بول كوسلو (بالألمانية: Paul Koslo)‏ هو ممثل ألماني، ولد في 27 يونيو 1944 في كندا.

## أعمال

### مسلسلات
- الرجل الأخضر الخارق
- جوال تكساس ووكر
- دالاس

## وصلات خارجية
- بول كوسلو على موقع IMDb (الإنجليزية)
- بول كوسلو على موقع ألو سيني (الفرنسية)
- بول كوسلو على موقع أول موفي (الإنجليزية)
- بول كوسلو على موقع قاعدة بيانات الأفلام السويدية (السويدية)
- بول كوسلو على موقع قاعدة بيانات الفيلم (الإنجليزية)
- بول كوسلو على موقع كينوبويسك (الروسية)